# Bob l'éponge, le film (jeu vidéo)
Bob l'éponge, le film (The SpongeBob SquarePants Movie) est un jeu vidéo sorti le 4 février 2005 sur PC, PlayStation 2, Xbox, GameCube et Game Boy Advance. C'est un jeu reprenant le film du même nom.

## Trame

### Synopsis
La ville de Bikini Bottom est animée dans une agitation particulière car Eugene Krabs, restaurateur et homme de génie, ouvre à côté de son premier restaurant le Crabe croustillant 2 (Krusty Krab 2). Bob l'éponge voit dans ce nouveau restaurant l'espoir d'être enfin manager, ce qui à ses yeux marquerait l'aboutissement suprême d'une carrière dans la restauration.
Mais Krabs préfère Carlo à Bob qui n'est selon lui qu'un gamin stupide. Plongé dans le désarroi, Bob ne s'aperçoit pas alors que le pire ennemi de Krabs, Plankton, prépare en secret un plan diabolique visant à voler la recette du célèbre pâté de crabe. Plankton décide de voler la couronne du roi Neptune, et quand Neptune accuse M. Krabs d'avoir volé sa couronne il le transforme en glaçon, Bob et Patrick décident de rendre la couronne de Neptune avant que M. Krabs finisse en brochette. Avec l'aide de la fille du roi, ils parcourront une aventure pleine de joie et de rire.

## Accueil
- Computer Gaming World : 2,5/5 (PC)[1]
- Game Informer : 60 % (GC)[2]

## Distribution

### Voix originales
- Tom Kenny : Bob l'éponge, Gary l'escargot, Narrateur
- Bill Fagerbakke : Patrick Etoile
- Clancy Brown : M. Eugene Krabs
- Mr. Lawrence : Sheldon J. Plankton
- Scarlett Johansson : Mindy
- Jeffrey Tambor : Roi Neptune
- Fred Tatasciore : Dennis, voix additionnelles
- Jim Wise : voix additionnelles
- Scott S. Bullock : voix additionnelles
- Debi Mae West : voix additionnelles
- James Kevin Ward : voix additionnelles
- Jim Ward : voix additionnelles
- Brad Abrell : voix additionnelles

### Voix françaises
- Philippe Peythieu : le narrateur
- Susan Sindberg : Mindy
- Thierry Kazazian : Plankton